# Dnjipropetrovska oblast
Dnjipropetrovska oblast (ukrajinski: Дніпропетровська область, Dnipropetrovs’ka oblast, Dnipropetrovshchyna) administrativna je oblast koja se nalazi se u središnjoj Ukrajini. Upravno središte oblasti je grad Dnjipro.

## Zemljopis
Dnjipropetrovska oblast ima ukupnu površinu 31.914 km2 te je druga oblast po veličini, u njoj prema popisu stanovništva iz 2001. godine živi 3.567.600 te je prema broju stanovnika druga oblast po veličini u Ukrajini. 2.960.300  (83 %) stanovnika živi u urbanim područjima, dok 607.300 (17 %) stanovnika živi u ruralnim područjima.
Dnjipropetrovska oblast graniči na sjeveru s Poltavskom i Harkovskom oblasti, na istoku s Donjeckom oblasti, na zapadu s Mikolajivskom i Kirovogradskom oblasti te na jugu s Černigovskom i Zaporiškom oblasti.

## Stanovništvo
Ukrajinci su najbrojniji narod u oblasti i ima ih 2.825.800 što je 79,3 % ukupnoga stanovništva oblasti.
- Ukrajinci: 79,3 %
- Rusi: 17,6 %
- Bjelorusi: 0,8 %
- Židovi: 0,4 %
- Armenci: 0,3 %
- Azeri: 0,2 %
- Moldavci: 0,12 %
- ostali:[1]

Ukrajinskim jezikom kao materinjim govori 67 %, stanovništva, dok ruskim jezikom kao materinjim govori 32 % stanovništva.

## Administrativna podjela
Dnjipropetrovska oblast dijeli se na 22 rajona i 20 gradova od kojih njih 18 ima viši administrativni stupanj, također oblast ima i 45 mala grada i 1438 naselja.

## Vanjske poveznice
- Službena stranica oblasti  Arhivirana inačica izvorne stranice od 29. travnja 2021. (Wayback Machine)

### Ostali projekti
|  | Zajednički poslužitelj ima još gradiva o temi Dnjipropetrovska oblast |